# Soricomorpha

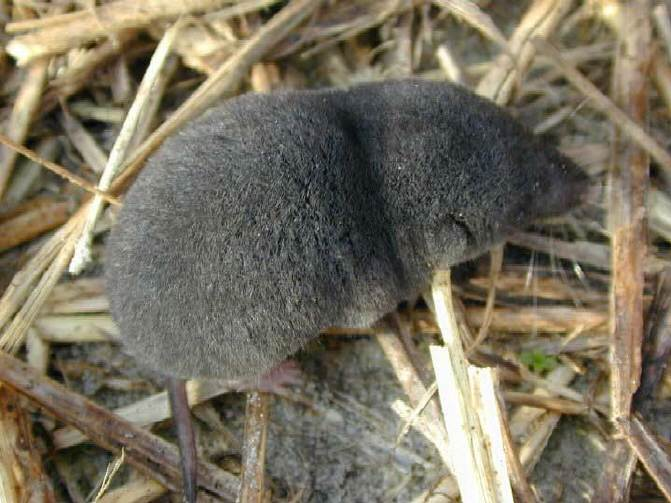
Zuidelijke kortstaartspitsmuis (Blarina carolinensis)

Soricomorpha is een term die in verschillende indelingen is gebruikt voor een groep binnen de insecteneters die onder andere de spitsmuizen omvat. Zo werd in de Classification of Mammals (1997) van McKenna en Bell gebruikt voor een orde die de spitsmuizen, solenodons en een aantal fossiele groepen omvatte en gebruikte de derde editie van Mammal Species of the World (2005) de naam voor een orde die de mollen, spitsmuizen, solenodons en Nesophontes omvatte. Tegenwoordig worden al deze groepen in de insecteneters (Eulipotyphla) geplaatst.